# 2017年北阿坎德邦地震
2017年北阿坎德邦地震，發生在2017年2月6日晚上10時33分，位置是鲁德拉普拉耶格附近。
地震強度是黎克特制5.1級，震源深度16.1公里。在首都德里和鄰近哈里亞納邦的古爾岡，旁遮普邦和印度北部其他地區，震感維持了30秒。一個人在地震中受傷，沒人死亡但許多建築物出現裂縫。